# Kunstmuseum Bonn
Das Kunstmuseum Bonn (bis 1992 Städtisches Kunstmuseum Bonn) gehört zu den großen Museen für Gegenwartskunst. Das Gebäude wurde von dem Berliner Architekten Axel Schultes entworfen und 1992 eröffnet. Die rund 7500 Werke umfassende Sammlung des Kunstmuseums zeichnet sich durch das zentrale Werkkonvolut zu August Macke und der Kunst der Rheinischen Expressionisten aus. Bedeutend ist vor allem auch die Sammlung zur deutschen Kunst nach 1945 mit Schwerpunkt auf der Malerei und ihren erweiterten, bildbezogenen Ausdrucksformen. Das Museum gehört zur Museumsmeile in Bonn und ist als nicht-rechtsfähige öffentliche Anstalt ein Institut innerhalb des Kulturamtes der Stadt Bonn.

## Geschichte

### Baugeschichte

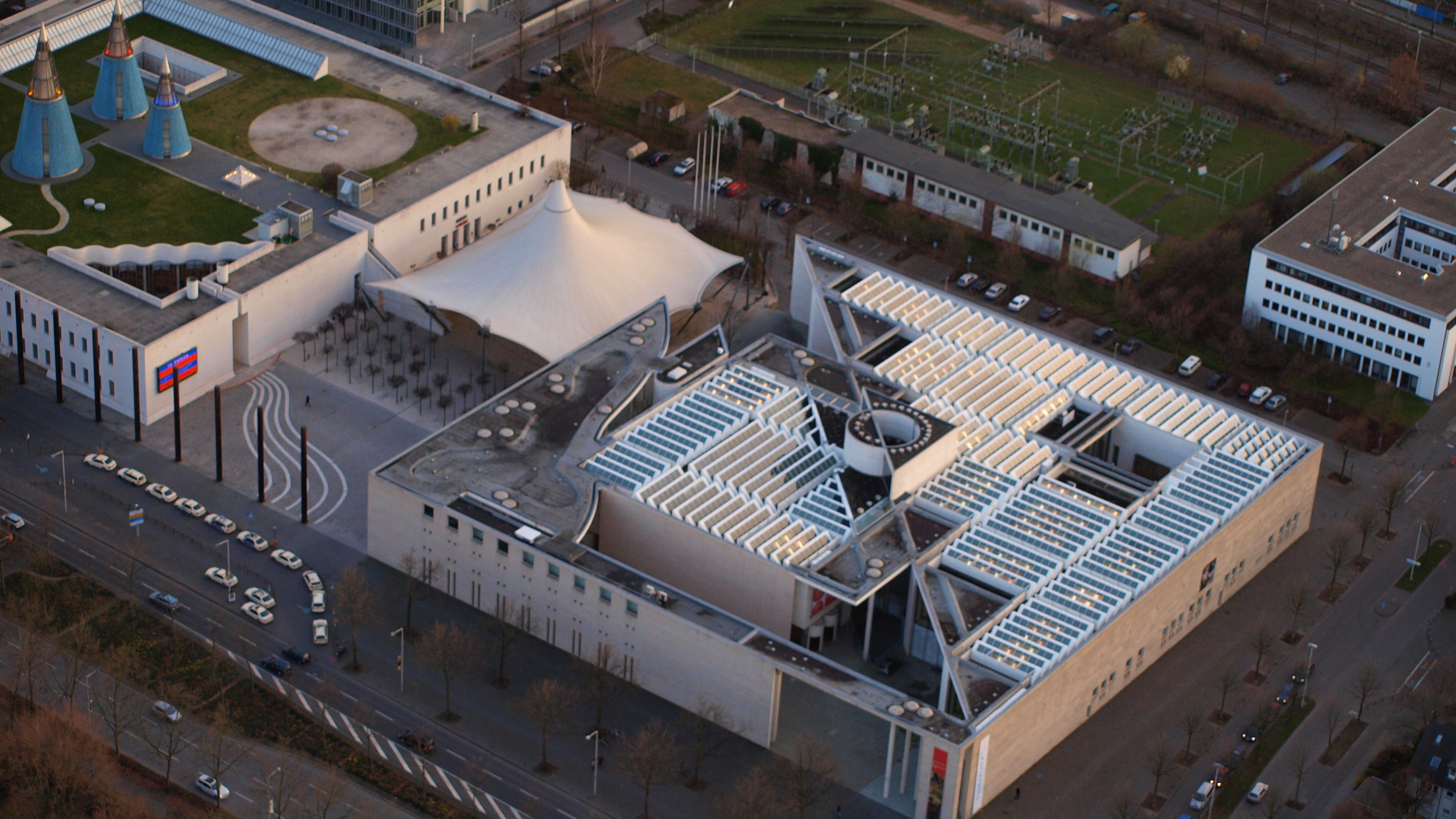
Luftaufnahme des Kunstmuseums, links daneben die Bundeskunsthalle. Das Zeltdach zwischen den Museen wurde im Februar 2012 abgebaut.

Die Planungen für den Bau eines städtischen Kunstmuseums begannen Anfang der 1980er Jahre als Teil eines Gesamtkonzepts zur Errichtung von Kulturbauten des Bundes in der damaligen Hauptstadt Bonn. 1985 wurde von der Stadt Bonn ein zweistufiger Hochbauwettbewerb ausgelobt, der 250 Einzelentwürfe hervorbrachte und auch Ideen für die geplante Bundeskunsthalle einbezog. Beide Museen sollten, trotz der unterschiedlichen Träger, ein Ensemble bilden und durch den heute so genannten „Museumsplatz“ miteinander verbunden werden. Auf dem späteren Baufeld des Kunstmuseums stand ursprünglich ein Zollamt des Bundes aus den 1950er Jahren, das abgerissen wurde; heute residiert das Zollamt in Bonn-Oberkassel. Auch eine Freiluft-Umspannanlage von RWE stand dem Vorhaben im Weg, die neugeordnet und komprimiert wurde.
Gebaut wurde das Kunstmuseum Bonn ab 1985 von dem ersten Preisträger des Wettbewerbs, dem Architektenbüro BJSS – Dietrich Bangert, Bernd Jansen, Stefan Scholz, Axel Schultes – und Jürgen Pleuser. Die Baukosten des 1992 eröffneten Museums betrugen ca. 100 Millionen DM. Der Bau ist einer der wichtigsten Museumsneubauten nach dem Zweiten Weltkrieg.

### Sammlungsgeschichte
Die eigentliche Sammlungsgeschichte des ursprünglich aus der Privatsammlung des Professors Franz Obernier (1839–1888) im Städtischen Museum Villa Obernier entstandenen Kunstmuseum Bonn begann 1949 mit Walter Holzhausens Ankauf der Werke Türkisches Café (1914) und Seiltänzer (1914) von August Macke. Zusammen mit dem Kreis der Rheinischen Expressionisten und einer kleinen Max-Ernst-Sammlung bildet Macke das Fundament der Sammlung und war auch Grundlage für die Konzentration der Sammlung auf das Medium Malerei. Der einige Jahrzehnte währende Status Bonns als Bundeshauptstadt legte es darüber hinaus nahe, diese Sammlungslinie vor allem innerhalb der deutschen Kunst zu verfolgen. So ist innerhalb der letzten sechs Dekaden eine der international wichtigsten Sammlungen mit ca. 7500 Kunstwerken zur deutschen Kunst entstanden, wobei von bedeutenden Künstlern und Künstlerinnen jeweils ganze Werkgruppen erworben wurden.
Bis in die 1990er Jahre war das Museum vordergründig ein Ort für Malerei, wohingegen sich der Fokus unter den Direktoren Dieter Ronte und Stephan Berg erheblich weitete und zum Beispiel auch Fotografien und Installationen einbezog. Gerade in der Politik der Wechselausstellungen zeigt sich die internationale und medienübergreifende Ausrichtung des Kunstmuseums.

## Architektur
Die Architektur von Axel Schultes mit ihrem „fließenden“ Raumkonzept macht das 1992 eröffnete Haus zu einem Musterbeispiel neuer Museumsarchitektur in Deutschland. Innen wie außen dokumentiert das Haus ein starkes architektonisch-künstlerisches Selbstbewusstsein durch  die weit gespannten Dachlandschaften, den kreisförmig gefassten Treppenaufgang sowie die Sammlungs- und Ausstellungsräume mit ihren über Eck gelegten Durchgängen. Das Gebäude basiert auf einem quadratischen Grundriss, in den dynamische diagonale Achsen eingearbeitet wurden.
Das amphitheaterhaft angelegte Treppenhaus bildet den Mittelpunkt des Hauses und verbindet das Foyer mit den oberen Sammlungs- und Wechselausstellungsräumen. Auch das im Untergeschoss gelegene Auditorium ist als Amphitheater angelegt und zeigt eine Architektur, der es wesentlich um die Verbindung zwischen Antike, Moderne und Zeitgenossenschaft geht.
Axel Schultes sensibler Umgang mit Licht kommt eine zentrale Bedeutung im Kunstmuseum Bonn zu. Dies zeigt sich schon darin, dass das Haus – mit Ausnahme der Grafikräume – fast durchgehend als Tageslichtmuseum geplant ist. Durch große Fensterfronten öffnet sich das Museum zum Außenraum, während das Oberlicht im Obergeschoss für gleichmäßiges Streulicht sorgt.

„Der Bau ist ein hervorragendes Beispiel für die Umsetzung einer beschwingten Klarheit in Architektur.“

## Direktoren/Intendanten
Direktoren/Intendanten des Städtischen Kunstmuseums Bonn (Rathausgasse)
- Walter Holzhausen, 1947–1961
- Eberhard Marx, 1962–1976
- Dierk Stemmler, 1977–1985
- Katharina Schmidt, 1985–1992

Direktoren/Intendanten des jetzigen Kunstmuseums Bonn (Museumsmeile)
- Dieter Ronte, 1993–2008
- Stephan Berg, seit 2008[5]
- Claudia Emmert ab 1. Dezember 2025[6]

## Sammlung
Das Kunstmuseum Bonn verfügt neben dem Westfälischen Landesmuseum in Münster weltweit über den größten Sammlungsbestand zu August Macke, dessen Bildauffassung auch eine Brücke zwischen der deutschen und der französischen Kunst schlägt. Gemeinsam mit dem Kreis der Rheinischen Expressionisten und einer kleinen Max-Ernst-Sammlung, bilden Werke von Macke nun das Fundament der Sammlung und die Grundlage für die programmatisch fortgeführte Konzentration auf das Medium der Malerei und deutsche Kunst. Der Erwerb ganzer Werkgruppen und Ensembles gehört zur Spezifika der Sammlungspolitik und setzt sich in der Sammlungspräsentation in sogenannten Künstlerräumen fort. Das Haus verfügt z. B. über zentrale Werkkonvolute von Joseph Beuys, Gerhard Hoehme, Blinky Palermo, Imi Knoebel, Gerhard Richter, Sigmar Polke, Georg Baselitz, Rosemarie Trockel, Ulrich Rückriem, Hanne Darboven, Reinhard Mucha, Andreas Gursky, Georg Herold und Katharina Grosse. Gleichzeitig wurde die Fokussierung auf deutsche Kunst bewusst durch Ankäufe von Künstlern wie Robert Delaunay, Alexej von Jawlensky, Helmut Federle, Phil Sims oder David Reed aufgebrochen.

### August Macke und Rheinischer Expressionismus
August Macke wurde 1887 in Meschede geboren, lebte aber von 1900 an bis zu seinem frühen Tod 1914 in Bonn. Das Museum verfügt heute über eine der umfangreichsten Macke-Sammlungen mit Gemälden, Aquarellen und Zeichnungen. Mackes Umgang mit Farbe und Licht bildete auch die Grundlage für die konsequent fortgeführte Konzentration der Sammlung auf das Medium der Malerei.

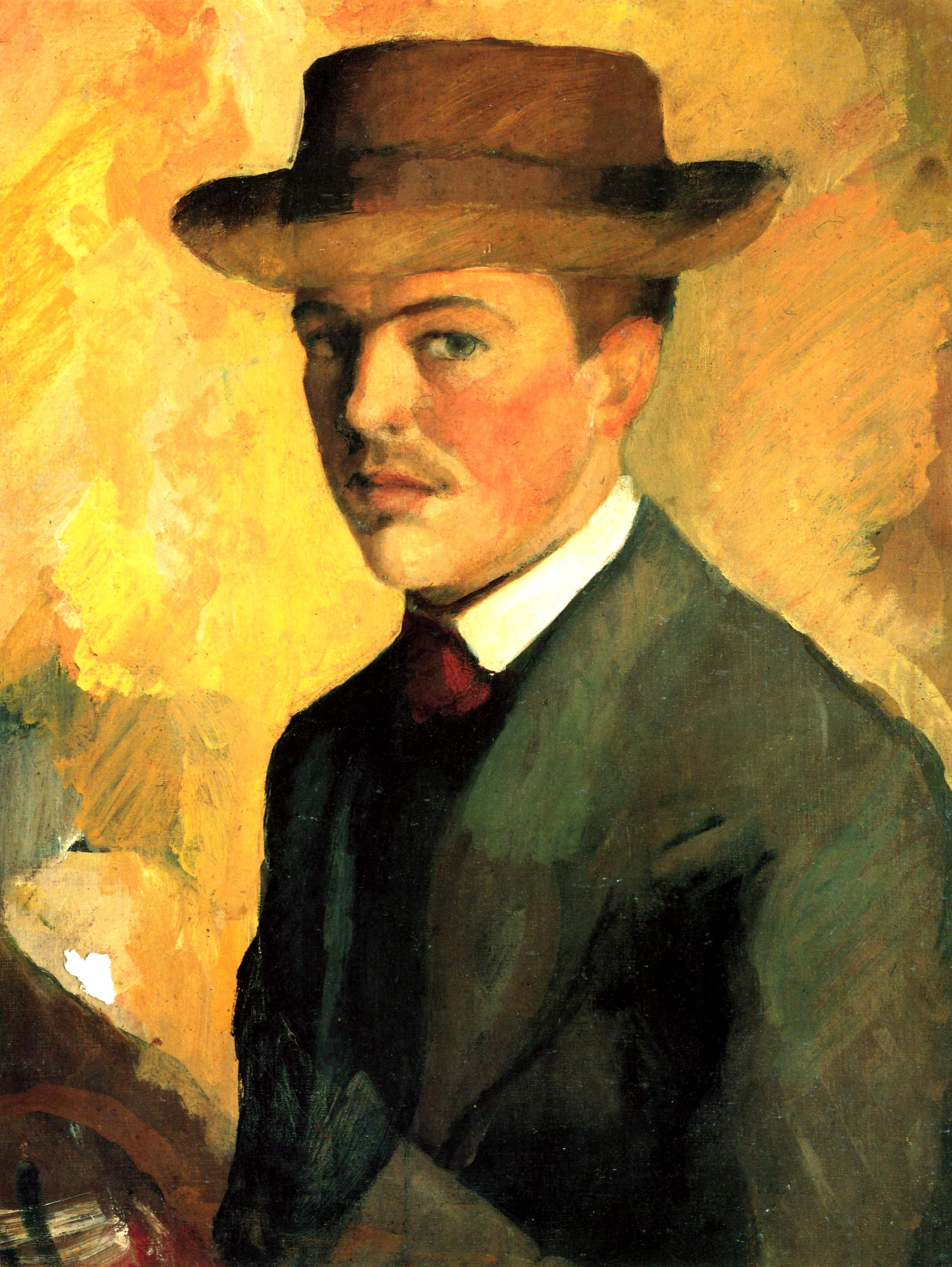
Selbstporträt mit Hut (1909)
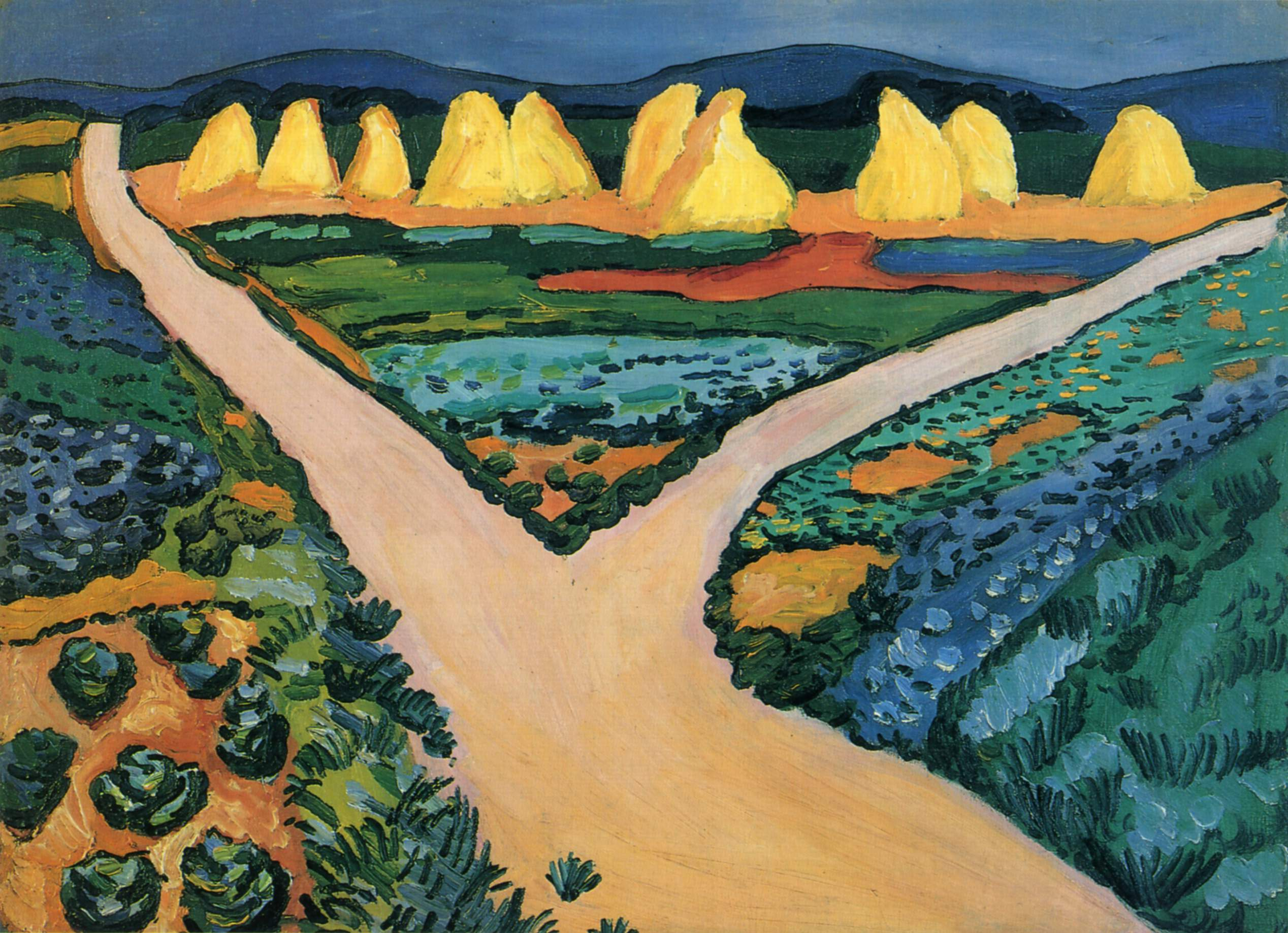
Gemüsefelder (1911)
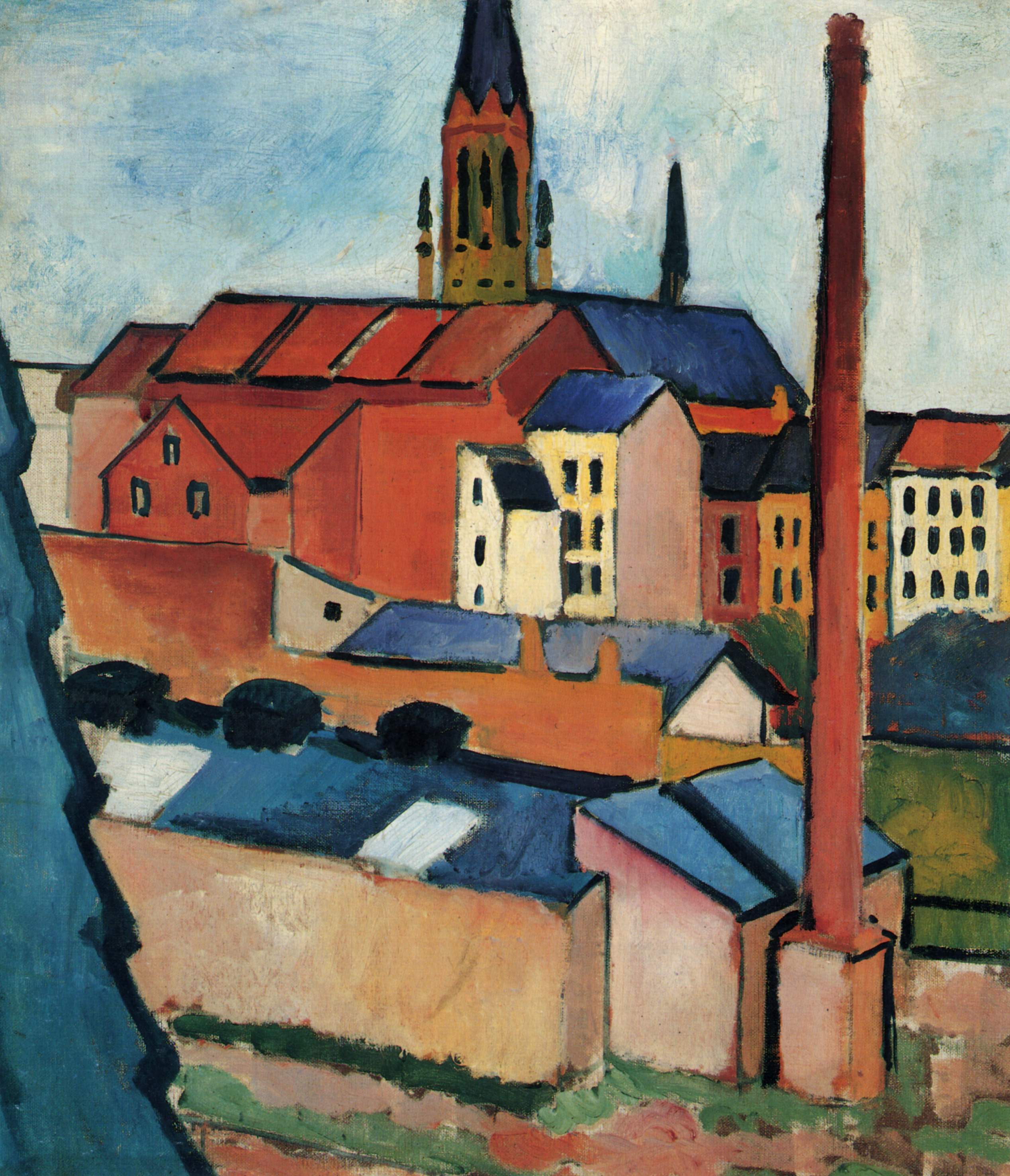
Marienkirche mit Häusern und Schornstein (1911)
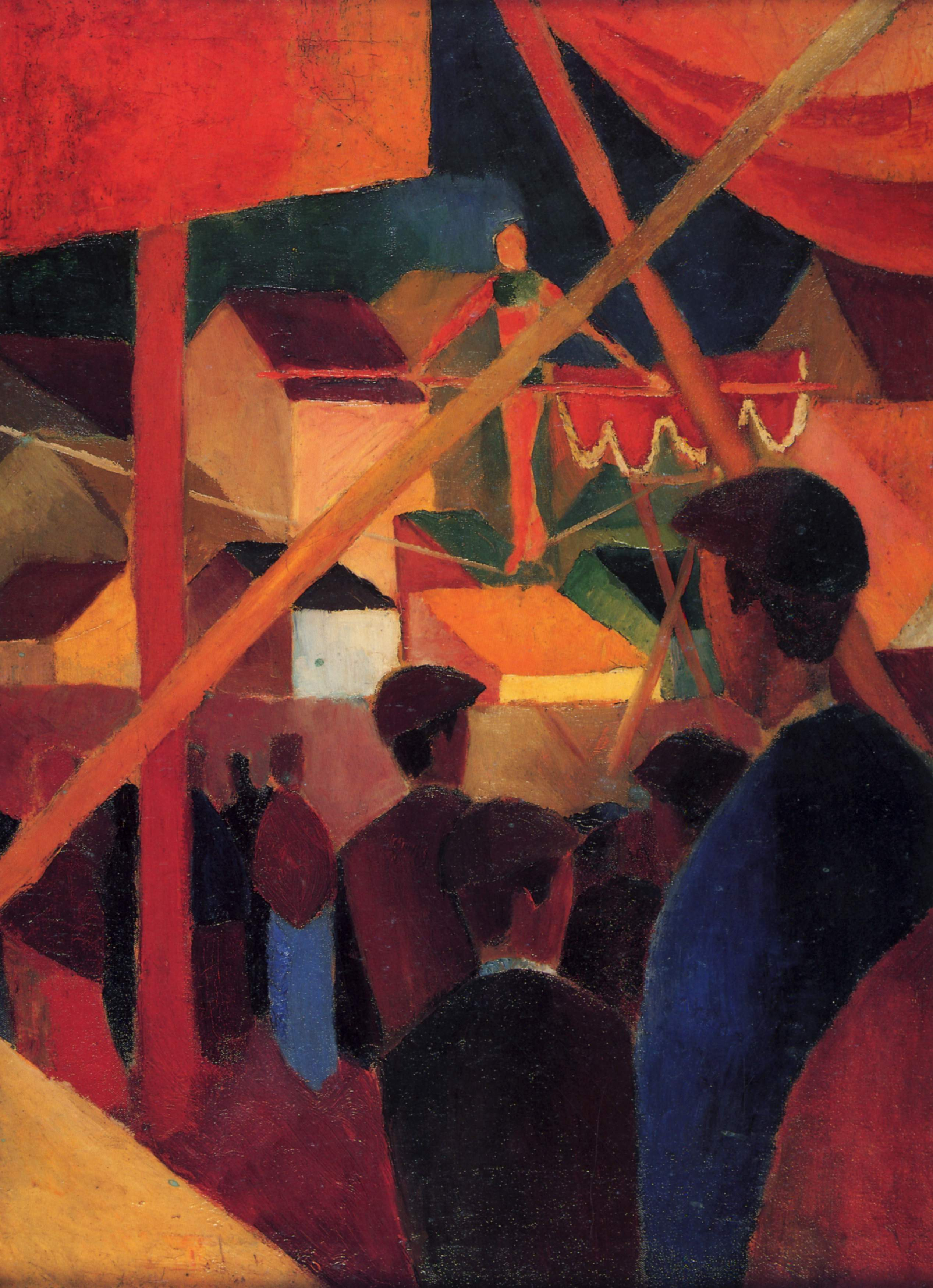
Die Seiltänzerin (1914)

Zum Kreis der Rheinischen Expressionisten, die auch im Kunstmuseum Bonn vertreten sind, zählen etwa Franz M. Jansen, Helmuth Macke, Carlo Mense, Heinrich Nauen, Paul Adolf Seehaus oder Hans Thuar. August Macke bildet zusammen mit dem Kreis der Rheinischen Expressionisten und einer kleinen Max-Ernst-Sammlung das Fundament der Sammlung.

### Deutsche Kunst nach 1945
Der Sammlungsschwerpunkt deutscher Kunst der letzten 60 Jahre nimmt den größten Teil der Sammlung des Kunstmuseum Bonn ein und zeichnet somit wichtige Strömungen der Kunstgeschichte nach. Das Rückgrat der Fünfziger-Jahre-Sammlung bilden unter anderem Werke von Fritz Winter, Willi Baumeister, Gerhard Hoehme, Emil Schumacher und Ernst Wilhelm Nay. Eine jüngere Generation – Sigmar Polke, Gerhard Richter und Georg Baselitz, die Künstler der Gruppe ZERO und andere – suchte nach neuen Ausdrucksformen. Für die Erweiterung des Skulpturbegriffs steht neben Joseph Beuys auch Franz Erhard Walther, der mit seinem 1. Werksatz in der Sammlung vertreten ist. Zu den führenden Künstlern der Region des Rheinlandes zählen die Beuys-Schüler Blinky Palermo, Imi Knoebel, Anselm Kiefer oder, später, Walter Dahn. Vor allem Richter und Palermo wurden wegweisend für Künstler wie Albert und Markus Oehlen, Martin Kippenberger oder Daniel Richter, die allesamt in der Sammlung vertreten sind. In den frühen 1980er Jahren waren es die Neuen Wilden um Hans Peter Adamski, Werner Büttner, Walter Dahn und die Oehlen-Brüder, die Furore machen; gleichzeitig entstand aber auch ruhigere, fast „dokumentarische“ Ansätze, etwa von Hanne Darboven, die in der Sammlung mit dem großen Werkkomplex Bismarckzeit vertreten ist. Neben der Fotografiesammlung, die in den letzten Jahren deutlich erweitert wurde, sind für den Bereich der zeitgenössischen Skulptur und Plastik Reinhard Mucha, Birgit Werres, Camill Leberer, Georg Herold, Benjamin Houlihan und Thomas Rentmeister zu nennen. Seit 2011 ziert darüber hinaus die 7 × 20 Meter große Skulptur In Seven Days Time von Katharina Grosse die Fassade des Kunstmuseums. Ursprünglich befand sich dort die Bronzeplastik Der gestürzte Krieger (1993) von Markus Lüpertz. Sein Monumentaltorso Spielbein/Standbein (1982) war bis 2008 einige Meter weiter in Richtung der Bundeskunsthalle aufgestellt.

### Joseph Beuys: Multiples
Das Museum besitzt mehr als 500 Arbeiten von Joseph Beuys und beherbergt damit eine der wichtigsten Sammlungen zu seinem Werk. Zur Beuys-Sammlung zählen Plastiken und Zeichnungen, vorrangig jedoch Multiples. Mit 460 von insgesamt 557 Arbeiten verfügt das Kunstmuseum über die größte öffentliche Sammlung von Beuys-Multiples in Europa und deckt chronologisch die gesamte Schaffenszeit von Beuys ab. Zusammen mit Dauerleihgaben aus anderen Sammlungen (Sammlung Günter Ulbricht, Sammlung Murken) konnten diese 1981 in der benachbarten Vertretung des Landes Nordrhein-Westfalen ausgestellt werden.

### Grafische Sammlung
Dieser Sammlungsteil umfasst mehr als 5500 Blatt von internationalem Rang. Der historische Bestand beruht im Wesentlichen auf Zeichnungen und Druckgrafiken der Rheinischen Expressionisten sowie Max Ernst. Den umfangreichsten Teil der Grafischen Sammlung nimmt die internationale Kunst nach dem Zweiten Weltkrieg ein, u. a. mit Carl Buchheister, Karl Otto Götz, Hans Hartung und Emil Schumacher. Weiter spannt sich die Sammlung von Werken der amerikanischen und englischen Pop Art zu Vertretern der Minimal Art und der amerikanischen Farbfeldmalerei zu Werken von Sigmar Polke, Gerhard Richter und Hanne Darboven. Zu Franz Erhard Walthers 1. Werksatz befindet sich eine Auswahl von 80 Blättern in der Sammlung. Einen besonderen Bezug zur Bundeshauptstadt Bonn und zum Kunstmuseum besitzt z. B. die Collage von Christo Wrapped Reichstag, Project for Berlin von 1977. Mit Werken von Dorothee Rocke, Thomas Müller, Silvia Bächli, Gert & Uwe Tobias oder Anna Amadio reicht die Sammlung schließlich von den ausgehenden 1990er Jahren bis in die Gegenwartskunst.

### Fotografie- und Videokunst
Das Museum verzeichnet wichtige fotografische Werke unter anderem von Bernd und Hilla Becher, Katharina Sieverding, Andreas Gursky, Thomas Struth, Thomas Ruff und Jörg Sasse. 2012 konnte das Museum seinen Fotografie- und Medienschwerpunkt mit dem Ankauf der Serie Sich selbst optimierendes System (2004/06) von Jürgen Klauke im Rahmen der Sammlungsneupräsentation erweitern.
Ein besonderer Anziehungspunkt des Museums ist die Videosammlung Ingrid Oppenheim, die seit dem Jahr 2005 im Rahmen einer von Stefan Eberstädt gestalteten Rauminstallation präsentiert wird. Bereits 1980 gab die Kölner Galeristin und Sammlerin Ingrid Oppenheim ihren umfangreichen Bestand von Videos als Dauerleihgabe nach Bonn, der nach ihrem Tod 1986 dem Kunstmuseum übereignet wurde. Zur Sammlung gehören frühe Bänder von Video-Pionieren wie Klaus vom Bruch, Gary Hill, Nan Hoover, Ulrike Rosenbach, Marcel Odenbach und Bill Viola. Durch die konsequente Fortsetzung von Ankäufen sind inzwischen ca. 200 Künstler mit Arbeiten in der Sammlung vertreten. Die langjährige Zusammenarbeit mit der Videonale, dem 1984 in Bonn gegründeten Video-Festival, das seit 2006 seine Heimat im Kunstmuseum Bonn hat, unterstreicht die Bedeutung der Videokunst.

### Skulpturen im Außenbereich des Kunstmuseums

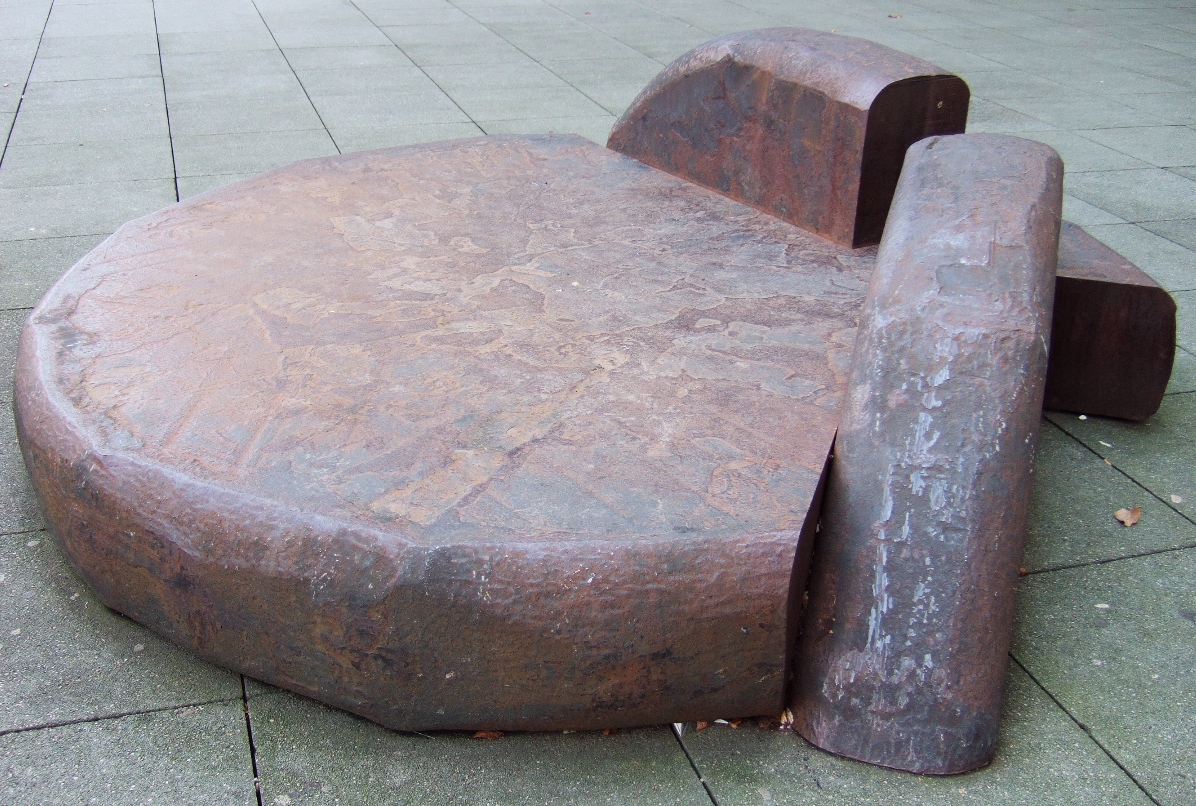
Heinz-Günter Prager: Gäa (2001)
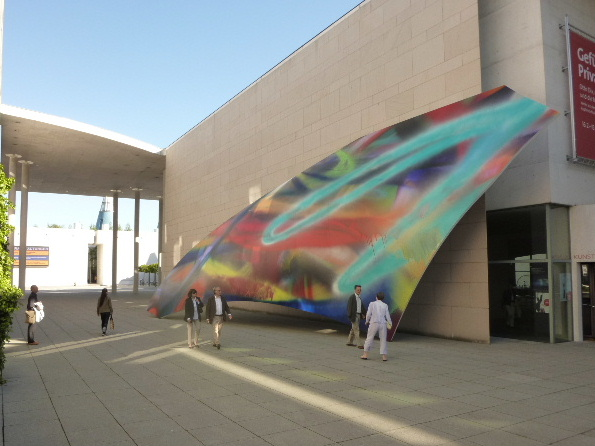
Katharina Grosse: In Seven Days Time (2011)

## Ausstellungen
Der Anspruch, das eigene Sammlungsprofil im Austausch mit internationalen Persönlichkeiten zu schärfen, drückt sich vor allem in der Wechselausstellungspolitik aus, die bereits unter Dierk Stemmler und Katharina Schmidt und dann verstärkt unter Dieter Ronte den globalen Dialog der Kunst suchte. Darüber hinaus hat das Haus immer wieder schwerpunktartig die Bezüge zwischen deutscher und amerikanischer Malerei untersucht. Wichtige Meilensteine in der jüngeren Ausstellungsgeschichte des Museums waren in diesem Zusammenhang beispielsweise Präsentationen zu Brice Marden, Philip Guston, Ellsworth Kelly, Robert Ryman und John Baldessari. Im europäischen Kontext hat sich das Museum verstärkt mit Positionen beschäftigt, die gattungsübergreifend an der medialen und inhaltlichen Erweiterung des klassischen Kunstbegriffs arbeiteten, wie dies für Nedko Solakow, Erwin Wurm oder Kris Martin gilt. Innerhalb der Ausstellungen mit Deutschlandbezug sind in den letzten Jahren vor allem Präsentationen mit Werken von Franz Ackermann, Thomas Rentmeister oder Albert Oehlen zu nennen. Mit dem groß angelegten Projekt Der Westen leuchtet hat das Kunstmuseum Bonn darüber hinaus die international ausstrahlende Qualität der Künstler des Rheinlands umfassend vorgestellt.
Auswahl von Ausstellungen
- Zeitwenden – Ausblick, 1999/2000
- ich du er sie es. Rineke Dijkstra Pia Stadtbäumer, 2000/2001
- Die unbunte Farbe Weiß, 2001
- The Guggenheim: Contemporary Art, 2006/2007[8]
- Der Westen leuchtet, 2010
- Mitch Epstein – State of the Union, 2011
- Rosemarie Trockel. Zeichnungen, Collagen und Buchentwürfe, 2011
- Thomas Rentmeister – Objects. Food. Rooms, 2012
- Albert Oehlen, 2012
- Lewis Baltz, 2012
- David Reed – Heart of Glas, 2012
- MUSCHELBAUM, HOLZVOGEL UND AUGENFISCH. Max Ernst für Kinder und Jugendliche, 2012
- Ernst Wilhelm Nay – Das polyphone Bild, 2012/2013.
- Ein expressionistischer Sommer – Bonn 1913, 2013[9]
- Werkschau des Fotografen Larry Sultan, 2015
- New York Painting, 2015
- TELE GEN Kunst und Fernsehen, 2015
- Susanne Paesler, 2016
- Mit anderen Augen. Das Porträt in der zeitgenössischen Fotografie, 2016 (ein Kooperationsprojekt mit der Photographischen Sammlung/SK Stiftung Kultur in Köln)
- ECHTZEIT. Die Kunst der Langsamkeit, 2016
- Unheimlich. Innenräume von Edvard Munch bis Max Beckmann, 2016/17
- Mentales Gelb. Sonnenhöchststand – Die Sammlung KiCo im Kunstmuseum Bonn und im Lenbachhaus München, 2017
- Lundahl & Seitl. New Originals, 2017
- Gerhard Richter. Über Malen – Frühe Bilder, 2017
- Georg Herold, 2017/18
- Nadia Kaabi-Linke. Versiegelte Zeit, 2017/18 (Kuratorin Barbara J. Scheuermann)
- Hans Hartung, 2018
- Malerei als Experiment – Werke von 1962–1989, 2018
- Dorothea-von-Stetten-Kunstpreis 2018. Junge Kunst aus Dänemark, 2018
- Heidi Specker Fotografin, 2018
- Ausgezeichnet #3. Frauke Dannert, 2018
- Monika Baer. Preis der Stiftung Dieter Krieg 2019, 2019
- Maske. Kunst der Verwandlung, 2019
- Nanne Meyer. Gute Gründe, 2019
- Candice Breitz. Labour, 2020
- im Viktoriabad: Susan Philipsz. The calling. Eine Klanginstallation für das Viktoriabad, 2021
- Walter Swennen. Das Phantom der Malerei, 2021
- Dorothea von Stetten-Kunstpreis 2022. Junge Kunst aus Polen, 2022
- Deutscher Kaviar. Die Fotografische Sammlung, 2022
- Max Ernst und die Natur als Erfindung, 2022/23
- Wiebke Siem. Das maximale Minimum, 2023
- Günter Fruhtrunk. Retrospektive 1952–1982, 2023/24
- Menschheitsdämnerung. Kunst in Umbruchzeiten, 2023/24
- Bonner Kunstpreis. Louisa Clement, 2024
- Katharina Grosse. Studio paintings 1988–2023, 2024
- ‘‘Bruno Goller. Retrospektive 1922–1992‘‘, 2024/25
- Rune Mields zum 90. Geburtstag, 2025/26
- From Dawn till dusk. Der Schatten in der Kunst der Gegenwart, 2025

## Filme
- Museumsmeile Bonn: Kunstmuseum und Haus der Geschichte (= Museums-Check. Folge 35). Reportage, 30 Min., Moderation: Markus Brock, Produktion: 3sat. Erstausstrahlung: 22. November 2015.[10]